# ドーヴァーの荒波
『ドーヴァーの荒波』（ドーヴァーのあらなみ、英語: Rough Sea at Dover、別名 Gale at Dover、Sea Waves at Dover）は、バート・エイカーズが撮影して1895年に制作されたイギリスの短編白黒サイレント映画。
エイカーズは、ロバート・W・ポールとともに設計、製造したカメラを用いて、この作品を1895年半ばに撮影したが、彼らの当初の目的は、エジソン社のキネトスコープで見るための動画を供給することにあった。この映画は、1896年1月14日に、ロンドンのハノーバー・ストリート (Hanover Street) にあった英国王立写真協会で、エイカーズの「キネティック・ランタン (Kinetic Lantern)」という装置によって、エイカーズとポールが共同作業をしていた時期に制作された多数の作品とともに、スクリーンに上映する形で初公開された、なお、エイカーズは（本作を含まない）複数の作品を、いち早く1896年1月10日に ライオンズダウン写真協会 (the Lyonsdown Photographic Society) において上映していたが、これはリュミエール兄弟がパリで最初の公開上映をおこなってからわずか2週間後のことであった。ロンドンでの上映の成功を受けて、本作はアメリカ合衆国にもたらされ、1896年4月23日にニューヨークのコスター・アンド・バイアルズ・ミュージック・ホール (Koster and Bial's Music Hall) において、エジソン社が制作した一連のアメリカ製の映画とともに上映された。
その単純素朴な性質にもかかわらず、『ドーヴァーの荒波』は、初期のイギリス映画としては最も人気が高く、広く上映された作品のひとつとなった。

## 現状
この短編映画は十分に古い作品であり、インターネットで自由に視聴ないしダウンロードできる。また、『Primitives and Pioneers』をはじめ、多数の映画作品集にも収録されている。